# Пикардийский спаниель
Пикардийский спаниель — порода собак, выведенная во Франции для использования в качестве подружейной собаки. Родственная с голубым пикардийским спаниелем. Эти породы имеют много общего, но пикардийский спаниель — старшая из двух пород. Считается[кем?], что это один из двух древнейших видов континентального спаниеля. Французская знать предпочитала пикардийского спаниеля, он оставался популярном компаньоном для охоты и после Французской революции из-за густой водостойкой шерсти, которая позволяет охотиться в различных условиях и местностях.

## История породы
Французский спаниель и Пикардийский спаниель, как полагают, являются двумя самыми старыми континентальными разновидностями спаниеля. Обе породы, предположительно, произошли от «Chien d 'Oysel», описанной в трудах Гастона Феба. Охота в этот период во Франции была одним из любимых видов спорта среди дворянства, а французские спаниели стали любимыми охотничьими собаками французской королевской семьи. Порода присутствует на картинах, датируемых этим периодом, таких художников как Александр-Франсуа Депорт и Жан-Батист Удри. Они также были первой породой собаки, которую допустили в салоны.
Порода стала более популярной после Французской революции, когда охота стала доступна не только дворянству. Пикардийские спаниели распространились по всей Франции, особенной популярностью они пользовались на северо-западе страны, где их стойкая к суровым погодным условиям шерсть сделала их идеальным охотниками в лесистой и болотистой местностях.
В начале XIX века английские охотники пересекли пролив Ла-Манш для охоты на территории северо-западной Франции. Британцы привезли своих охотничьих собак, и это привело к изменению предпочтений. Французские охотники переключились на английские породы, что существенно сократило поголовье Пикардийских спаниелей. Кроме того, скрещивание с английским сеттером с местными спаниелями создало голубого пикардийского спаниеля.

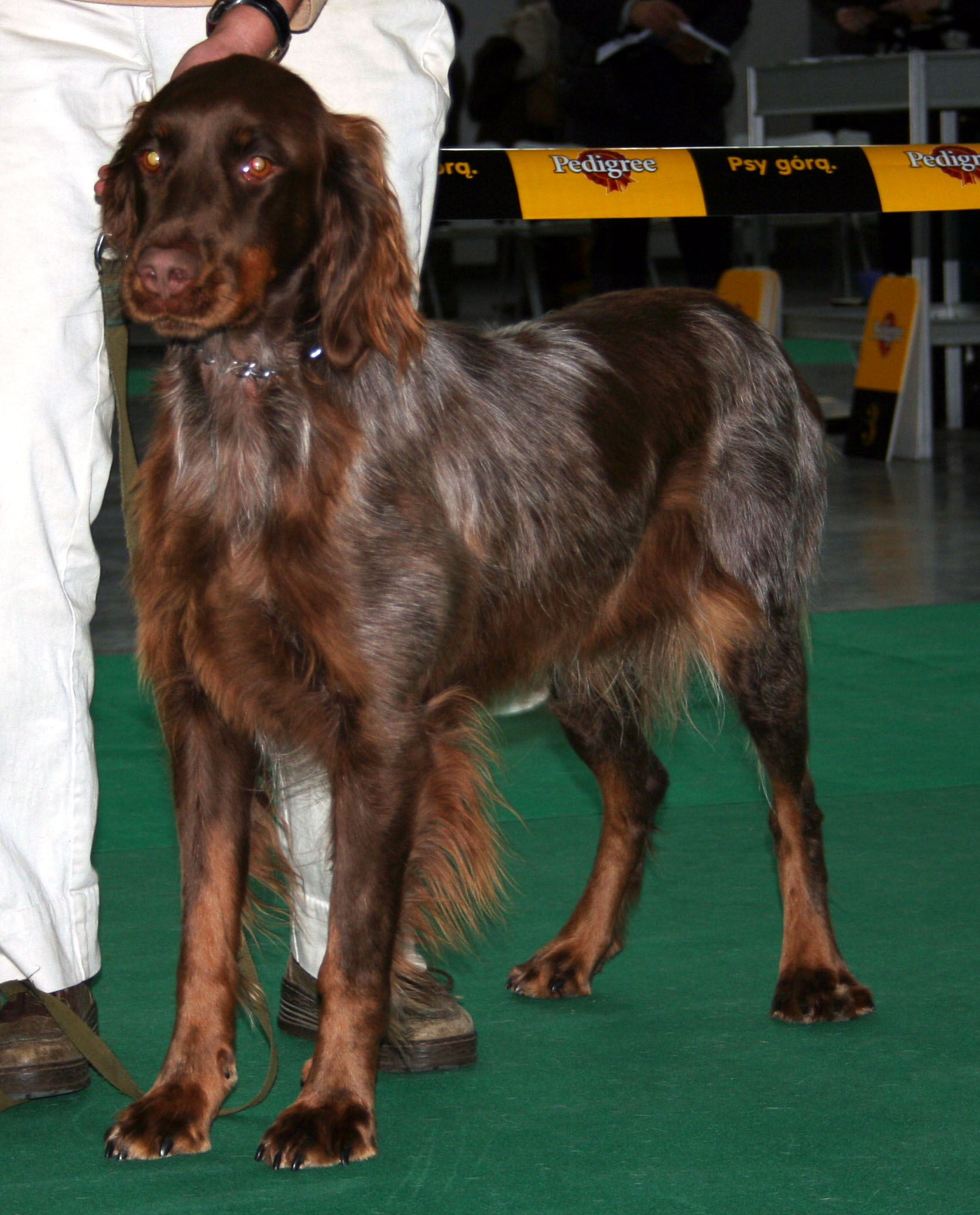
Пикардийский спаниель в выставочной стойке

### Признание породы
Клуб породы пикардийский спаниель был создан в 1921 году и объединён с Клубом голубых пикардийских спаниелей 28 июля 1937 года. Дальнейшее слияние произошло 21 мая 1980 года, когда эти клубы объединились с Клубом понт-адемер-спаниеля, чтобы сформировать Клуб французских спаниелей.
Пикардийский спаниель признан различными клубами собаководства и ассоциациями, включая Североамериканский клуб собаководства, Американскую ассоциацию редких пород, Объединённый клуб собаководства и Международную кинологическую Федерацию. Все четыре ассоциации используют стандарт, установленный МКФ. Он также признан Континентальным клубом собаководства, но в отличие от близко-родственного голубого пикардского спаниеля, не признан Канадским клубом собаководства.

## Внешний вид

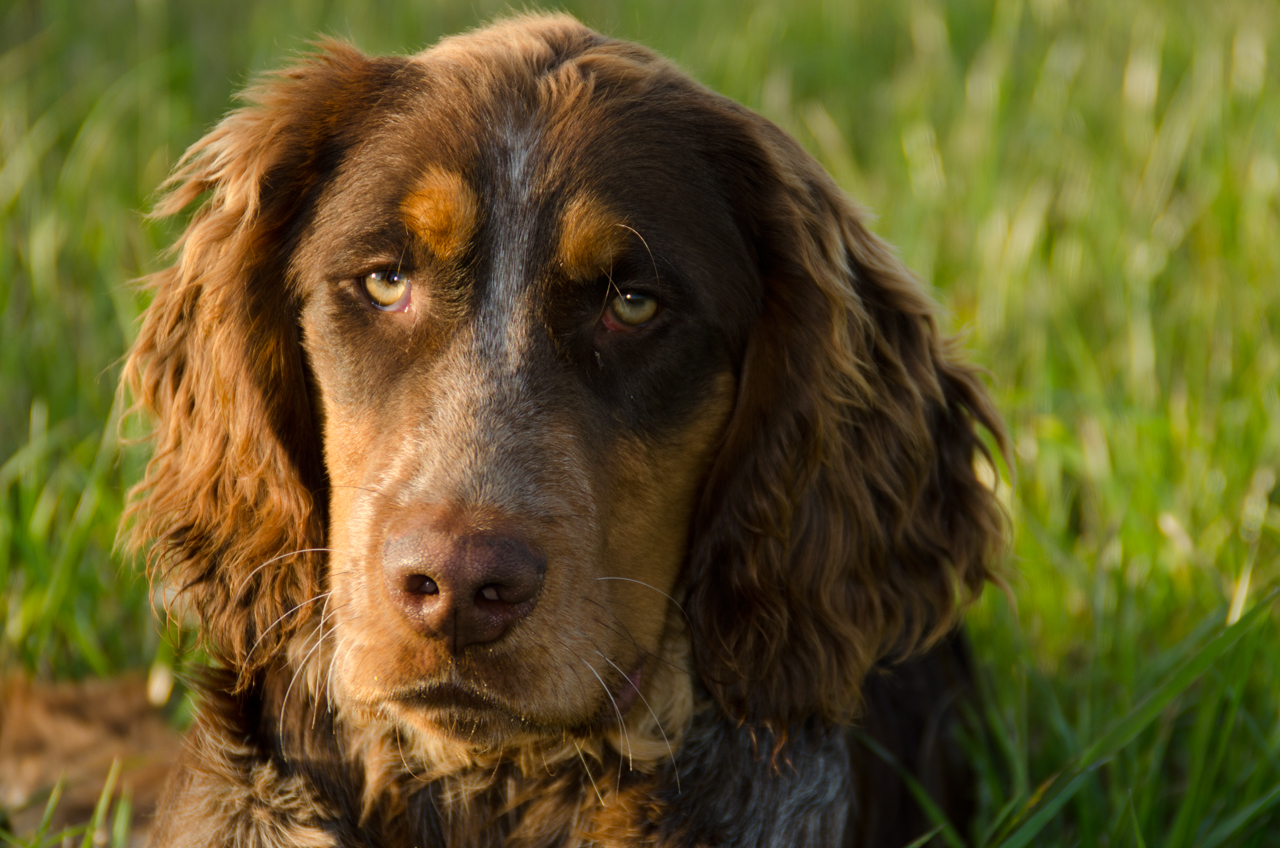
Голова пикардийского спаниеля

Типичные представители породы имеют рот 56—61 см в холке, со средним весом от 20 до 25 килограммов. Порода похожа по размеру на английского сеттера, хотя и немного меньше. Среди спаниелей только большой мюнстерлендер и дрентский патрийсхонд могут достигать более крупных размеров. Патрийсхонд до 55—65 см, а мюнстерлендер, немного меньше — 58—64 см.
Пикардийский спаниель имеет мускулистое тело сквадраченного формата. Голова овальной формы с длинной мордой и длинными ушами достаточно низкого постава. Окрас шерсти может быть от шоколадного, и каштанового до белого с песочными пятнами на голове и белыми или серыми пятнами на ногах. Шерсть плотная, слегка волнистая, это позволяет ему работать в трудных погодных условиях и в воде.

## Особенности породного поведения
Пикардийский спаниель — послушная порода собак, они любят играть с детьми и сильно привязываются к хозяевам. Это общительные собаки, с мягким характером, они легко поддаются обучению.
Во Франции порода используется для охоты в лесных районах на фазанов, а также в болотистых местностях на бекасов. Пикардийских спаниелей также можно использовать для охоты на уток, зайцев и кроликов. Порода превосходно подходит для охоты в болотах и без колебаний прыгнет в воду. Также может работать на поднос дичи, если потребуется. Эти собаки не требуют много места для жизни и могут жить в условиях квартиры в городе, но не меньше любят и большие пространства и возможность длительных прогулок.

## Здоровье
Пикардийский спаниель не имеет известных наследственных заболеваний. Средняя продолжительность жизни — 14 лет. Как и все охотничьи спаниели, порода склонна к ушным инфекциям. Эти проблемы распространены среди собак с висячими ушами, в том числе среди бассет-хаундов и других видов спаниелей. Избыточное питание может привести к лишнему весу и проблемам со здоровьем как у прикардийских спаниелей, так и собак других пород.